# 柳科乡
柳科乡，是中华人民共和国山西省大同市灵丘县下辖的一个乡镇级行政单位。

## 行政区划
柳科乡下辖以下地区：
柳科村、下彭庄村、上彭庄村、小王庄村、塔地村、北上庄村、白北堡村、白南堡村、苟庄村、磨石沟村、水土安村、牛角岭村、伊家店村、荞麦川村、小彦村、刁泉村和南坑村。